# Lilo & Stitch (Fernsehserie)
Lilo & Stitch ist eine Zeichentrickserie der Walt Disney Company von Regisseur Robert Gannaway, produziert von 2003 bis 2006 in den USA. Sie basiert auf dem Zeichentrickfilm Lilo & Stitch. 2008 wurde ein japanischer Ableger produziert, Yuna & Stitch, in dem Stitch ohne Lilo auf den japanischen Ryūkyū-Inseln lebt.

## Handlung
Nachdem der Ex-Kapitän Gantu den Container mit Jambas illegalen Experimenten aus Versehen über Hawaii entleert hatte, wurden alle 623 Experimente über der Insel verteilt. In fast jeder Folge müssen Lilo und Stitch eines der Experimente einfangen, um zu verhindern, dass es Schaden anrichtet. Sie müssen dabei darauf achten, schneller als ihr Feind Gantu zu sein, der die Experimente an den bösen Dr. Hans van Hamsterdam schicken will. Die Experimente liegen als Kapseln (kleine farbige Kugeln) irgendwo auf der Insel herum. Kommen sie mit Wasser in Berührung, werden sie aktiviert, das heißt, sie werden lebendig und beginnen ihre Programmierung auszuführen und richten somit Chaos an. Lilo und Stitch versuchen, nachdem sie ein Experiment eingefangen haben, einen Platz zu finden, wo die besondere Fähigkeit des Experiments eingesetzt werden kann, ohne dass Chaos entsteht. Oft können die Experimente dann sogar nützlich sein. Während der zweiten Staffel gab es insgesamt vier einzelne Crossover-Episoden, in der jeweils Figuren aus den Disney-Serien Kim Possible, American Dragon, Disneys Große Pause und Die Prouds auftraten.

## Figuren
Lilo PelekaiNeben Stitch ist das hawaiische Mädchen die Hauptperson der Serie. Lilo verlor ihre Eltern kurz vor ihrem fünften Geburtstag. Seitdem kümmert sich ihre ältere Schwester Nani um sie. Die gleichaltrigen Mädchen, die dieselbe Hula-Tanzgruppe wie Lilo besuchen, ärgern sie ständig und nennen sie Spinnlo, weil sie sich für Mumien, Monster und Aliens interessiert, während die Anderen ihre Freizeit mit Puppen verbringen. Lilos bester Freund ist das illegale genetische Experiment Stitch, mit dem sie seit dem Kinofilm eine innige Freundschaft verbindet.
Stitch (Experiment 626)ist das genetische Experiment 626 des außerirdischen Wissenschaftlers Jamba Jookiba. Er ist intelligenter als ein Supercomputer, kugelsicher, feuerfest und kann Gegenstände heben, die 3000 mal schwerer sind als er. Er hat vier Arme, von denen er meistens zwei einzieht, um für einen Hund gehalten zu werden. Obwohl er dunkelblau ist, gelingt ihm das meist. Er wurde von Lilo Pelekai adoptiert, sie ist seitdem seine beste Freundin. Seine einzige Schwäche ist das Wasser, da er nicht schwimmen kann und im Wasser untergeht. Stitch kann rudimentär sprechen und nennt andere Experimente, die er trifft Bruder.
Nani Pelekaiist Lilos große Schwester und kümmert sich seit dem Tod ihrer Eltern um sie. Im Film Lilo & Stitch bekam sie dabei Probleme mit Mr. Cobra Bobo vom Jugendamt, weil Lilo erzählte, sie sei oft allein. Sie verzweifelt oft daran, dass ihre kleine Schwester und Stitch oftmals riesige Probleme auf der Insel auslösen. Nani arbeitet zuerst in einem Surf-Shop am Strand, in welchem sie Surfausrüstungen vermietet. Späterhin bekommt sie eine Stelle in einem Hotel.
Dr. Jamba JookibaDer vieräugige, dunkelrosa und schwarz gefärbte, aber sonst einem (übergewichtigen) Menschen ähnlich sehende Außerirdische bezeichnet sich selbst als teuflisches Genie. Eigentlich war Jamba der leitende Wissenschaftler der Föderation für galaktische Verteidigung. Er erfand in der Vergangenheit 627 illegale, teuflische Experimente, die dazu gedacht und darauf programmiert waren, Chaos zu verursachen. Nun hat er seine Meinung geändert und hilft Lilo und Stitch beim Einfangen der Experimente. Außerdem war Jamba jahrelang Mitglied bei der EGO (extraterristrische Ganoven-Organisation), bei der ihm jedoch gekündigt wurde, weil er das 110 Prozent gute Experiment 262 geschaffen hatte. Als Tarnung dient ihm eine dunkle Sonnenbrille und ein Hut. Lilo nennt Jamba meist "Onkel Jamba", wobei er sich meist tatsächlich als Lilos Onkel ausgibt. Im Pilotfilm wurde von Gantu erwähnt, dass Jamba vom Planeten Quelta Quan stammt. Er hat einen russischen Akzent und spricht gebrochen Deutsch bzw. Englisch. Jamba zählt zu den besten Wissenschaftlern der gesamten Galaxis.
Agent Wendy PliikliiDer einäugige, dreibeinige, blassgelbe Alien mit einem Fühler auf dem Kopf macht den Haushalt bei Lilo und Nani und passt auf Lilo auf. Er trägt sehr gerne Frauenkleider und manchmal eine Perücke um sich zu tarnen, außerdem nennt Lilo ihn "Tante Pliiklii". Er ist in vielen Klubs auf Hawaii Ehrenmitglied, kennt sich in medizinischen Dingen aus und wäre sogar fast einmal Domino-Weltmeister geworden. Pliiklii kennt Jamba am längsten von allen Wesen auf der Insel. In der Folge „Detekto“ wurde erwähnt, dass Pliiklii vom Planeten Plongona stammt. Pliiklii ist meist sehr lebensfroh und kocht für Lilo und Stitch. Pliiklii hat zwei Geschwister und eine Mutter. Er fühlte sich oft in den Schatten gestellt, da seine Schwester die Vorsitzende einer ganzen Galaxie war. Sein Bruder hingegen behauptete, er könne Pliiklii nicht leiden. Durch "Detekto" stellt Pliiklii allerdings fest, wie viel er seiner Familie wirklich bedeutet.
Kapitän GantuDer einem Wal ähnelnde riesengroße ehemalige Raumschiffkapitän ist der ständige Gegner von Lilo und Stitch beim Einfangen von Experimenten. Er versucht, sie vor ihnen zu fangen und an seinen neuen „Boss“, Hans van Hamsterdam, zu schicken. Als Hilfe dafür hat er Experiment 625, ein gelbes Wesen, das Stitch, abgesehen von der Farbe, sehr ähnlich sieht. Er macht Stitch dafür verantwortlich, dass er von der Föderation gefeuert wurde. 625 ist sein einziger bekannter Freund. Er sollte ihm beim Einfangen der Experimente helfen, allerdings hat 625 an diesem Job gar kein Interesse, er ist darauf programmiert, Sandwiches zuzubereiten und zu verspeisen, was er mit Freude tut. Eigentlich war Gantu der höchste militärische Führer der Föderation, wobei er suspendiert wurde, weil ihm der Gefangene Stitch entkam. Seitdem sinnt er auf Rache und macht Lilo und Stitch das Leben schwer. Gantu stammt vom achten Planeten des Kelkron-Sonnensystems (wird in der Folge „Richter“ erwähnt). Im Gegensatz zu Jamba und Pliiklii verzichtet er auf bei öffentlichen Auftritten auf Verkleidungen und behauptet einfach, er sei Samoaner, was ihm alle Menschen (die nicht vor Angst weglaufen) ohne zu Zögern glauben.
Experiment 625 (Roastbeef)Das hundeähnliche, gelbliche Wesen ist genau wie Stitch ein Experiment von Jamba und sogar Stitchs nächster Verwandter. Es ist allerdings weniger stark und intelligent als Stitch, verfügt jedoch über eine weitaus bessere und verständlichere Sprache als Stitch. Das Experiment 625 wurde von Gantu eigentlich aktiviert, um Jamba zu foltern. Als sich jedoch herausstellt, dass es ein völliger Faulpelz ist und nur auf das Machen von schmackhaften Sandwiches spezialisiert ist, nimmt Gantu es bei sich auf, um es als Helfer zu beschäftigen. Im Film Leroy & Stitch wird 625 (in der englischen Fassung hatte er schon viel früher einen eigenen Namen erhalten, nämlich "Reuben") umbenannt in "Roastbeef".
Dr. (Rupert) Hans van HamsterdamDieser hamsterähnliche Bösewicht möchte mit Hilfe von Jambas Experimenten die Weltherrschaft erreichen und lässt sie deshalb von Gantu einfangen. Er war einst der finanzielle Unterstützer von Jambas genetischen Experimenten. Weil er Jamba jedoch immer mehr ausgenutzt hatte, trennte sich Jamba von ihm und erschuf das erste nicht gemeinsam kreierte Experiment: 626 alias Stitch. Van Hamsterdam hat Captain Gantu angeheuert, damit ihm dieser alle Experimente von Jamba stiehlt und zu ihm transportiert. Seit dem Pilotfilm der Serie steckt Van Hamsterdam nämlich in einem Gefängnis, aus dem ihm nur selten eine Flucht gelingt. Misserfolge bei der Experimentenjagd machen ihn sehr wütend, sodass er Gantu oft als inkompetent bezeichnet. In einer frühen Folge der Serie wird enthüllt, dass Van Hamsterdam zwei Vornamen hat, er aber „Rupert“ aus Scham nie verwendet. In der deutschen Synchronisation spricht er mit einem niederländischen Akzent.
Myrtle EdmondsMyrtle ist ein rothaariges Mädchen, das mit Lilo in der Hulaschule ist. Myrtle nennt Lilo immer Spinnlo und Stitch nennt sie Missgeburt von Hund. Sie ist verwöhnt und eingebildet und scheut nicht vor Gemeinheiten zurück. Sie glaubt nicht an Aliens. Sie wird immer wieder von Experimenten verwandelt, verbrannt oder verfolgt. So wird einmal ihr ganzes Haus von einem Experiment vernichtet. Myrtle ist ein unsympathisches und auch bösartiges Mädchen.
Elena, Yuki und TeresaMyrtles Freundinnen und in der Hulaschule Klassenkameraden von Lilo. Sie halten sich vorwiegend im Hintergrund und akzeptieren Myrtle als eine Anführerin oder Vorbildfigur. Auf eine fiese Bemerkung von Myrtle gegenüber Lilo antworten sie immer wieder im Chor mit "Genau". Sie werden meist als mies und gemein gezeigt, da sie Myrtle in so ziemlich allem unterstützen.
VictoriaVictoria ist Lilos neue Freundin. Eigentlich stammt sie aus einem anderen Teil der USA. Sie mag Lilo und Stitch und weigert sich, sich wie Mertle und ihre Freundinnen über Lilo lustig zu machen. Sie ist ein liebevolles, wenn auch wildes Mädchen, das immer hinter Lilo stehen würde. Sie kommt in Folgen vor, in denen die Experimente 355, 020, 277 und 267 vorgestellt werden.
David KawenaDavid ist ein guter Surfer und Nanis fester Freund. Er unterstützt die Schwestern, wo er nur kann, und lässt sich durch so gut wie nichts aus der Ruhe bringen.
Mrs. Lynn HasagawaSie besitzt einen Obststand und hört sehr schlecht. Viele Experimente wohnen bei ihr, die sie als „Katzen“ sieht.
Agent Cobra Bobo (engl. Cobra Bubbles)Cobra Bobo ist Mitarbeiter des hawaiischen Jugendamtes und soll sicherstellen, dass Lilo ein stabiles, anständiges Zuhause hat, was bei der Pflege von 625 exzentrischen Aliens nicht gerade leicht ist. Zu Lilos und Nani Glück ist der ehemalige CIA-Agent ein sehr verständnisvoller Mensch und steht ihnen bereitwillig zur Seite, wenn sie mal einen Regierungs-Insider brauchen. Er hatte schon vor Stitchs Ankunft Erfahrung mit Aliens, so ist er bereits 1975 der Ratpräsidentin der Galaktischen Föderation begegnet.

## Crossover
Zwischen Lilo & Stitch gibt es verschiedene Crossovers mit anderen Disney-Channel-Zeichentrickserien. Das heißt, die Serien spielen alle im gleichen Serienuniversum. 
- Das erste Crossover war mit Kim Possible in der 48. Folge: Kim Possible, bitte kommen!
- Das zweite fand gleich in der nächsten Folge mit Die Prouds statt: Die Prouds auf Hawaii
- In der 58. Folge fand das 3. Crossover mit Disneys Große Pause statt: Faultier
- Das letzte Crossover war mit American Dragon in der Folge 64: Morpholomäus

## Episodenliste
Die Serie wurde erstmals am 20. September 2003 auf dem US-amerikanischen Sender ABC ausgestrahlt. Die deutsche TV-Premiere folgte am 17. Januar 2004 im Disney Channel. Etwa ein Jahr später, ab dem 23. Januar 2005, begann die Ausstrahlung im Free-TV bei Kabel 1.
| Nummer (gesamt) | Nummer (Staffel) | Deutscher Titel         | Erstausstrahlung (Deutschland) | Originaltitel (Englisch) | Erstausstrahlung (USA) |
| --------------- | ---------------- | ----------------------- | ------------------------------ | ------------------------ | ---------------------- |
| 1               | 1                | Roxy                    | 17. Januar 2004                | Poxy                     | 11. Januar 2004        |
| 2               | 2                | X-300, der Albtraum     | 23. Januar 2004                | Spooky                   | 12. Oktober 2003       |
| 3               | 3                | Mr. Stinki              | 17. Januar 2004                | Mr. Stenchy              | 11. Oktober 2003       |
| 4               | 4                | Die Wasserkanone        | 17. Januar 2004                | Cannonball               | 13. Oktober 2003       |
| 5               | 5                | Kixx                    | 19. Januar 2004                | Kixx                     | 20. Oktober 2003       |
| 6               | 6                | Yin und Yang            | 20. Januar 2004                | Yin-Yang                 | 17. Oktober 2003       |
| 7               | 7                | Richter                 | 21. Januar 2004                | Richter                  | 20. September 2003     |
| 8               | 8                | Die Hundeausstellung    | 22. Januar 2004                | Yapper                   | 13. Oktober 2003       |
| 9               | 9                | Der Asteroid            | 26. Januar 2004                | The Asteroid             | 01. Dezember 2003      |
| 10              | 10               | Phantasmo               | 27. Januar 2004                | Phantasmo                | 27. September 2003     |
| 11              | 11               | Blume                   | 28. Januar 2004                | Sprout                   | 14. November 2003      |
| 12              | 12               | Detekto                 | 29. Januar 2004                | Fibber                   | 07. November 2003      |
| 13              | 13               | Das Haarmonster         | 30. Januar 2004                | Clip                     | 04. Oktober 2003       |
| 14              | 14               | Sternchen               | 02. Februar 2004               | Topper                   | 05. Dezember 2003      |
| 15              | 15               | Explosivo               | 03. Februar 2004               | Splodyhead               | 24. Oktober 2003       |
| 16              | 16               | Der Schlinger           | 04. Februar 2004               | Holio                    | 12. Oktober 2003       |
| 17              | 17               | Böser Stitch            | 05. Februar 2004               | Bad Stitch               | 30. Januar 2004        |
| 18              | 18               | Was war?                | 06. Februar 2004               | Amnesio                  | 27. Oktober 2003       |
| 19              | 19               | Mülli                   | 09. Februar 2004               | Tank                     | 10. November 2003      |
| 20              | 20               | HunkaHunka              | 10. Februar 2004               | HunkaHunka               | 11. Januar 2004        |
| 21              | 21               | Plili, der Retter       | 11. Februar 2004               | Yaarp                    | 21. November 2003      |
| 22              | 22               | Sägfried                | 12. Februar 2004               | 627                      | 24. November 2003      |
| 23              | 23               | Die Kältewelle          | 13. Februar 2004               | Slushy                   | 26. Dezember 2003      |
| 24              | 24               | Engel                   | 14. Februar 2004               | Angel                    | 05. Januar 2004        |
| 25              | 25               | Echte Freunde           | 16. Februar 2004               | Dupe                     | 29. Dezember 2003      |
| 26              | 26               | Houdini                 | 17. Februar 2004               | Houdini                  | 12. Dezember 2003      |
| 27              | 27               | Untergang               | 18. Februar 2004               | Sinker                   | 15. Dezember 2003      |
| 28              | 28               | Das tratschende Monster | 19. Februar 2004               | Nosy                     | 19. Dezember 2003      |
| 29              | 29               | Zeig was du kannst      | 20. Februar 2004               | Swirly                   | 03. November 2003      |
| 30              | 30               | Finder                  | 24. Februar 2004               | Finder                   | 22. Dezember 2003      |
| 31              | 31               | Ohana heißt Familie     | 16. Februar 2004               | Elastico                 | 17. November 2003      |
| 32              | 32               | Kurzer                  | 26. Februar 2004               | ShortStuff               | 02. Januar 2004        |
| 33              | 33               | Der Dreck muss weg      | 27. Februar 2004               | Felix                    | 09. Januar 2004        |
| 34              | 34               | Die Zeitmaschine        | 13. März 2004                  | Melty                    | 08. Dezember 2003      |
| 35              | 35               | Der Babymacher          | 01. März 2004                  | Baby-Fier                | 12. Januar 2004        |
| 36              | 36               | Bonnie & Clyde          | 02. März 2004                  | Bonnie & Clyde           | 16. Januar 2004        |
| 37              | 37               | Das Schlafexperiment    | 03. März 2004                  | Drowsy                   | 28. Februar 2004       |
| 38              | 38               | Der Alien-Kongress      | 04. März 2004                  | Sample                   | 11. Januar 2004        |
| 39              | 39               | Der Softball-Kampf      | 05. März 2004                  | Slugger                  | 26. Januar 2004        |

| Nummer (gesamt) | Nummer (gesamt) | Nummer (Staffel) | Nummer (Staffel) | Deutscher Titel             | Erstausstrahlung (Deutschland) | Originaltitel (Englisch) | Erstausstrahlung (USA) |
| --------------- | --------------- | ---------------- | ---------------- | --------------------------- | ------------------------------ | ------------------------ | ---------------------- |
| 40              | 40              | 1                | 1                | Dumm gelaufen               | 21. September 2005             | Spike                    | 05. November 2004      |
| 41              | 41              | 2                | 2                | Ich bin Du und Du bist ich  | 22. September 2005             | Swapper                  | 19. November 2004      |
| 42              | 42              | 3                | 3                | Der Pechinator              | 21. September 2005             | Shoe                     | 10. Dezember 2004      |
| 43              | 43              | 4                | 4                | Dicke Probleme              | 21. September 2005             | Frenchfry                | 12. November 2004      |
| 44              | 44              | 5                | 5                | Pfiffikus                   | 23. September 2005             | Slick                    | 07. Januar 2005        |
| 45              | 45              | 6                | 6                | Zeitsprünge                 | 26. September 2005             | Skip                     | 11. Februar 2005       |
| 46              | 46              | 7                | 7                | Königin Lilo                | 27. September 2005             | Checkers                 | 04. März 2005          |
| 47              | 47              | 8                | 8                | Der Scherzkeks              | 28. September 2005             | PJ                       | 01. April 2005         |
| 48              | 48              | 9                | 9                | Kim Possible, bitte kommen! | 25. Oktober 2005               | Rufus                    | 26. August 2005        |
| 49              | 49              | 10               | 10               | Die Prouds auf Hawaii       | 30. September 2005             | Spats                    | 12. August 2005        |
| 50              | 50              | 11               | 11               | Bö                          | 29. September 2005             | Phoon                    | 24. August 2005        |
| 51              | 51              | 12               | 12               | Das Versöhnungsexperiment   | 04. Oktober 2005               | Link                     | 29. Juli 2005          |
| 52              | 52              | 13               | 13               | Rotzi                       | 05. Oktober 2005               | Snooty                   | 13. Mai 2005           |
| 53              | 53              | 14               | 14               | Prähistorische Probleme     | 06. Oktober 2005               | Retro                    | 20. Mai 2005           |
| 54              | 54              | 15               | 15               | Das Albtraumexperiment      | 07. Oktober 2005               | Remmy                    | 14. April 2005         |
| 55              | 55              | 16               | 16               | Die Geisterjagd             | 10. Oktober 2005               | Belle                    | 03. Juni 2005          |
| 56              | 56              | 17               | 17               | Lästermaul                  | 11. Oktober 2005               | Heckler                  | 22. August 2005        |
| 57              | 57              | 18               | 18               | Der Saubermann              | 12. Oktober 2005               | Ploot                    | 22. April 2005         |
| 58              | 58              | 19               | 19               | Faultier                    | 13. Oktober 2005               | Lax                      | 16. Januar 2006        |
| 59              | a               | 20               | a                | Gefährliche Haustiere       | 23. Februar 2006               | Mrs. Hasagawa's Cats     | 19. Mai 2006           |
| 59              | b               | 20               | b                | Jambas gute Tat             | 08. Oktober 2006               | Ace                      | 19. Mai 2006           |
| 60              | 60              | 21               | 21               | Wünsch-Dir-Was              | 17. Oktober 2005               | Wishy-Washy              | 23. August 2005        |
| 61              | 61              | 22               | 22               | Spitzel                     | 18. Oktober 2005               | Shush                    | 26. August 2005        |
| 62              | 62              | 23               | 23               | Insekto                     | 19. Oktober 2005               | Bugby                    | 25. August 2005        |
| 63              | a               | 24               | a                | Wurm                        | 27. Februar 2006               | Glitch                   | 23. Juni 2006          |
| 63              | b               | 24               | b                | Ups                         | 10. August 2006                | Woops                    | 23. Juni 2006          |
| 64              | 64              | 25               | 25               | Morpholomäus                | 12. November 2005              | Morpholomew              | 01. Juli 2005          |
| 65              | 65              | 26               | 26               | Chaos auf Kauuaii           | 01. Februar 2006               | Snafu                    | 23. Juni 2006          |

## Synchronisation
| Rolle                    | Englischer Sprecher      | Deutscher Sprecher       |
| ------------------------ | ------------------------ | ------------------------ |
| Lilo                     | Daveigh Chase            | Shir-Aviv Hommelsheim    |
| Stitch/Experiment 626    | Chris Sanders            | James Gardiner           |
| Nani                     | Tia Carrere              | Anna Carlsson            |
| Dr. Jamba Jookiba        | David Ogden Stiers       | Roland Hemmo             |
| Agent Wendy Pliiklii     | Kevin McDonald           | Oliver Rohrbeck          |
| David Kawena             | Dee Bradley Baker        | Timmo Niesner            |
| Kapitän Gantu            | Kevin Michael Richardson | Engelbert von Nordhausen |
| Roastbeef/Experiment 625 | Rob Paulsen              | Olaf Reichmann           |
| Dr. Hans van Hamsterdam  | Jeff Bennett             | Stefan Gossler           |
| Moses Patui              | Kunewa Mook              | Tobias Meister           |
| Myrtle Edmonds           | Mike Edmonds             | Laura Elßel              |
| Mrs. Hasagawa            | Amy Hill                 | Ana Fonell               |

- Buch: Alexander Löwe
- Dialogregie: Frank Lenart

## Unterschiede zwischen dem Film und der Serie
- Die Musik vom Film zur Serie unterscheidet sich außerordentlich. Während im Film auf typische hawaiische Musik geachtet wurde, tauchen in der Serie vermehrt typische, amerikanische Musiken auf.
- Jambas Devise, „Gewalt mit Gewalt“ bekämpfen, wird in der Serie nur noch selten verwendet.
- Gantu ist im Film 8 Meter groß. In der Serie jedoch ist er nur noch 6 Meter groß.
- Im Film hat Lilos Badeanzug die Farben Rot-Orange, in der Serie sind sie jedoch Orange-Rot (also umgekehrt).
- Myrtle (beziehungsweise Jenny) ist im Film Lilo gegenüber toleranter, und beschimpft sie nicht dauernd mit "Spinnerin" oder "Spinnlo".
- Kapitän Gantu ist im Film viel brutaler als in der Serie.
- Die Serie behandelt die sozialen und familiären Probleme von Lilo und Stitch weniger als der Film. Oftmals wird darauf sogar ganz verzichtet.
- Pliikliis Kontakte zu seiner Mutter sind in dem Film vermehrt gezeigt und Pliiklii wirkt weniger anstrengend.
- Im ersten Film wird Nani von Thomas Petruos Tochter Vanessa gesprochen, ab dem zweiten Film und in der Serie hingegen von Anna Carlsson, die auch Kim Possible in der gleichnamigen Serie spricht.